# Velešov (hrad)
Velešov je zřícenina hradu u Potštejna v okrese Rychnov nad Kněžnou. Nachází se na strmém stejnojmenném kopci asi jeden kilometr severozápadně od hradu Potštejn. Od roku 1964 je chráněn jako kulturní památka ČR. Z hradu, který stál jen krátkou dobu ve čtrnáctém století, se dochovaly terénní relikty a drobné fragmenty zdí.

## Historie
Okolo roku 1339 oblehl nedaleký Potštejn, jenž vlastnil loupeživý rytíř Mikuláš z Potštejna, markrabě Karel. Podařilo se mu ho dobýt a rozbořit. Mikuláš při obléhání zemřel. Markrabě Karel zakázal jeho obnovu a páni z Potštejna si na sousedním vrchu založili hrad Velešov. První písemná zmínka o něm pochází z roku 1356, kdy král Karel IV. nechal Potštejn obnovit a přikoupil k němu panství, do kterého spadal i Velešov. Ten tak ztratil na významu a byl opuštěn. V letech 1771–1773 zde hrabě Jan Antonín Harbuval Chamaré neúspěšně hledal poklad a hrad výrazně poškodil. Kámen z rozebraných zdí se tehdy lanovkou dopravoval do Potštejna, kde byl použit na stavbu zdi okolo zámeckého parku.

## Stavební podoba

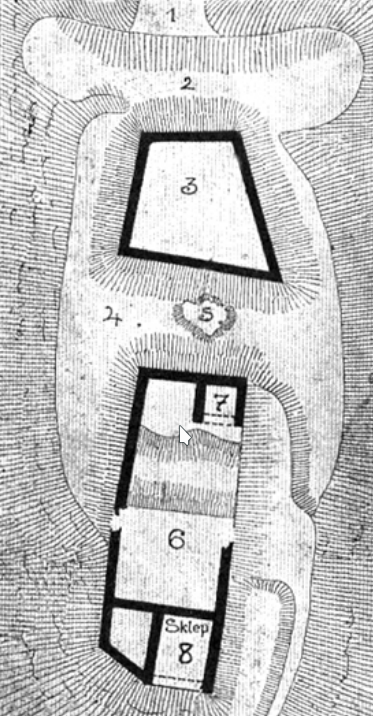
August Sedláček uvádí v půdorysu hradu publikovaném roku 1883 v místech jižního paláce věž (č. 7).

Na jihu areálu se nacházelo předhradí ve tvaru lichoběžníku, do něhož vedla cesta přes šíjový příkop. Kromě drobných fragmentů obvodové hradby zůstala plocha předhradí beze stop zástavby. Příkop chránil i boční strany předhradí a na severu navazoval na druhý šíjový příkop, za kterým stávalo hradní jádro s obdélníkovým půdorysem. Na západní a snad i na čelní straně ho chránil parkán, ze kterého se do jádra pravděpodobně vstupovalo. Svým charakterem nejspíše patřilo k tehdy módním hradům s dvoupalácovou dispozicí. Dvouprostorový palác stál v nejzazším místě na severní straně, ale je podobná stavba stála nejspíše i na protilehlé jižní straně nádvoří, kde se však nádvorní stěna zcela zanikla, a proto je podoba zástavby v této části hradu nejednoznačná.

## Přístup
Na vrchol kopce vede odbočka z červeně značené turistické trasy a také Naučná stezka Velešov. V roce 2008 byl vrchol odlesněn a upraven na vyhlídku.